# Spahnův ranč
Spahnův ranč byl filmový ranč v Los Angeles County v Kalifornii, který byl používán pro natáčení westernových filmů. Horský terén, balvany a staré westernové městečko dělaly ze Spahnova ranče všestranné místo pro natáčení mnoha snímků. Nachází se v Simi Hills a Santa Susana Mountains nad Chatsworth v Los Angeles. Nyní je ranč součástí Santa Susana Pass State Historic Park. Ranč byl 26. září 1970 zničen lesním požárem.